# Diaulota koreana
Diaulota koreana (лат.) — вид коротконадкрылых жуков рода Diaulota из подсемейства Aleocharinae. Встречаются по тихоокеанскому побережью Кореи (Gyeongnam Prov.; Jeonnam Prov.). Обитают в приливно-отливной литоральной зоне скалистых берегов.

## Описание
Жуки-стафилиниды мелкого размера, длина тела 2,5—2,8 мм. Основная окраска коричневая. От близких видов отличается следующими признаками: голова округлая, длина равна ширине; антенномеры 8—10 субквадратные; надкрылья длиннее своей ширины; лабрум не крупный; мандибулы менее вытянутые; лабиальные пальпы с 2 члениками; лигула без мелких волосков; метум с более глубокой передней эмаргинацией. Формула члеников лапок 3-3-4. Задние крылья отсутствуют.